# Löparödlor
Löparödlor (Eremias) är ett släkte ödlor som hör till familjen egentliga ödlor.
The Reptile Database listar 34 arter för släktet. De flesta arter förekommer i sandiga områden eller stäppliknande miljöer i västra och central Asien, från Anatolien i Sydvästasien till Centralasien. En art, stäpplöpare (Eremias arguta), förekommer även i sydöstra Europa (Rumänien till Ukraina).

## Arter
Arter enligt The Reptile Database:
- Eremias acutirostris
- Eremias afghanistanica
- Eremias andersoni
- Eremias argus
- Eremias arguta
- Eremias aria
- Eremias brenchleyi
- Eremias buechneri
- Eremias cholistanica
- Eremias dzungarica
- Eremias fahimii
- Eremias fasciata
- Eremias grammica
- Eremias intermedia
- Eremias isfahanica
- Eremias kakari
- Eremias kavirensis
- Eremias killasaifullahi
- Eremias kokshaaliensis
- Eremias kopetdaghica
- Eremias lalezharica
- Eremias lineolata
- Eremias montana
- Eremias multiocellata
- Eremias nigrocellata
- Eremias nikolskii
- Eremias papenfussi
- Eremias persica
- Eremias pleskei
- Eremias przewalskii
- Eremias quadrifrons
- Eremias rafiqi
- Eremias regeli
- Eremias roborowskii
- Eremias scripta
- Eremias strauchi
- Eremias stummeri
- Eremias suphani
- Eremias szczerbaki
- Eremias velox
- Eremias vermiculata
- Eremias yarkandensis